# Humphry Legge
Humphry Legge (14 marca 1888 - 16 października 1962), brytyjski arystokrata i wojskowy, najmłodszy syn Williama Legge'a, 6. hrabiego Dartmouth, i lady Mary Coke, córki 2. hrabiego Leicester.
Podczas I wojny światowej służył w Royal Navy. Dosłużył się stopnia komandora i został wspomniany w rozkazie dziennym. W latach 1928–1932 był asystentem Głównego Konstabla Staffordshire Constabulary. Od 1932 r. był Głównym Konstablem Berkishire Constabulary. Po śmierci swojego starszego brata Williama w 1958 r. odziedziczył tytuł hrabiego Dartmouth i zasiadł w Izbie Lordów. Był komandorem Królewskiego Orderu Wiktorii oraz został odznaczony Orderem za Wybitną Służbę i Medalem Policyjnym Królowej.
10 kwietnia 1923 r. poślubił Romę Ernestine Horlick (ur. 25 listopada 1903), córkę Ernesta Horlicka, 2. baroneta. Humphry i Roma mieli razem syna i córkę:
- Gerald Humphry Legge (26 kwietnia 1924 - 14 grudnia 1997), 9. hrabia Dartmouth
- Heather Mary Margaret Legge (ur. 12 sierpnia 1925), żona Rognvalda Herschella, 3. barona Herschell, ma dzieci